# Ayumu Nagato
Ayumu Nagato (永藤 歩 Nagato Ayumu?), född 25 december 1997 i Chiba prefektur, är en japansk fotbollsspelare.
Nagato började sin karriär 2016 i Montedio Yamagata. Efter Montedio Yamagata spelade han för Thespakusatsu Gunma och Maruyasu Okazaki.